# Drosophila silvata
Drosophila silvata är en tvåvingeart som beskrevs av Johannes Cornelis Hendrik de Meijere 1916. Drosophila silvata ingår i släktet Drosophila och familjen daggflugor.
Artens utbredningsområde är Taiwan, Java och Sumatra.